# Geraecormobius clavifemur
Geraecormobius clavifemur is een hooiwagen uit de familie Gonyleptidae.